# ひきこまり吸血姫の悶々
『ひきこまり吸血姫の悶々』（ひきこまりきゅうけつきのもんもん）は、小林湖底による日本のライトノベル。第11回GA文庫大賞優秀賞受賞作であり、GA文庫（SBクリエイティブ）より2020年1月から刊行されている。2024年3月には第13巻のドラマCD付き特装版が発売された。
メディアミックスとして、原作イラストを担当するりいちゅによるコミカライズが『月刊ビッグガンガン』（スクウェア・エニックス）にて2022年Vol.01（2021年12月25日発売）から2025年Vol.05（2025年4月25日発売）まで連載された。2023年にはテレビアニメが放送された。

## あらすじ
第1巻
ムルナイト帝国の名家に生まれた吸血鬼の少女コマリことテラコマリ・ガンデスブラッドは、学校でのいじめが原因で3年前から引きこもり生活を送っていた。ある日、コマリは自分が父親のコネで帝国軍の将軍・七紅天に就任したことを知る。小説家志望のコマリはこれを断ろうとするが、皇帝カレン・エルヴェシアスとの契約により職務を全うできない場合は爆発して死に、コマリが吸血鬼としての能力を欠いていることがバレた場合はほぼ確実に下克上で殺されることを告げられる。魔核によって蘇生できるとはいえ、痛いことを嫌うコマリは、メイドのヴィルことヴィルヘイズのサポートのもとで、実力を偽りながら七紅天の仕事に臨むが、虚勢や運の良さ、周囲の勘違いが重なり、第七部隊の部下や世間からは殺戮の覇者として認識されるようになる。
七紅天に就任してしばらく経ったころ、カレン主催の立食パーティーにて、コマリはテロリストグループ「逆さ月」に所属する少女による襲撃を受ける。その少女は、かつてコマリをいじめ引きこもりに追い込んだ張本人ミリセント・ブルーナイトだった。ミリセントとの再会でコマリは再び引きこもるようになるが、ヴィルが手紙に記した彼女の過去とコマリへの思いを知る。さらに自分が部下から内面的な部分においても慕われていることを自覚して再起し、コマリは単独でミリセントに攫われたヴィルの救出に向かう。ラ＝ネリエント街の廃城に着いたコマリは、コマリへの復讐に燃えるミリセントと対峙。魔弾や神具によって重傷を負いミリセントに殺されかけるが、自力で拘束を解いたヴィルに血を飲まされたことによって、無自覚に所有していた異能烈核解放・孤紅の恤が発動し、コマリはミリセントを倒す。
第2巻
ミリセントによる事件から約1か月後、ムルナイト宮殿ではテロリストによる要人暗殺が横行していた。カレンはコマリに、新しく七紅天に就任した少女サクナ・メモワールと協力してテロリストを捕縛するよう命じる。コマリはサクナの趣味や境遇を知って親近感を抱き彼女と親交を深めるが、一方でコマリの実力に疑問を抱いている七紅天フレーテ・マスカレールは、コマリの不信任決議案を提出し七紅天会議で彼女を罷免しようとする。会議当日、コマリはヴィルのサポートによってその場での罷免は免れるが、七紅天の一人オディロン・メタルが七紅天闘争の開催を提案し、最下位となった七紅天は辞任させられることになる。一方、「家族」を人質に取られながら逆さ月のスパイとして要人暗殺を行なっていたサクナは、偶然訪れたブルーナイト邸にて元同僚のミリセントと再会。事情を話し、彼女から助言を受ける。
七紅天闘争では、フレーテの挑発を受けた第七部隊は開戦早々「古城に設置された紅玉の奪い合い」というルールを無視してフレーテ率いる第三部隊を襲撃し、放置されたコマリとヴィルはデルピュネー率いる第四部隊の襲撃を受ける。ヴィルはデルピュネーの凝血魔法によって重傷を負いながらもコマリに血を飲ませ、【孤紅の恤】を発動したコマリは光撃魔法によって古城一帯を更地にし参加者の大半を虐殺。辛うじて生き残っていたフレーテは紅玉を破壊されたことに激怒し、烈核解放の効果が切れたコマリを殺そうとするが、同じく生き残っていたサクナによって惨殺される。サクナは自身の素性を明かしコマリを殺そうとするが、彼女の説得を受けて思いとどまる。そこへサクナを脅迫していた逆さ月の構成員であるオディロンが姿を現し、用済みとなったサクナもろともコマリを神具で殺そうとする。サクナはコマリを助けるためにオディロンと交戦し重傷を負うが、ミリセントからの助言を思い出しコマリに血を飲ませる。再び【孤紅の恤】を発動したコマリは、ゲラ＝アルカ支部のアジトまで逃走したオディロンを追跡しこれを撃破。結果的に七紅天闘争はオディロンが失格扱いとなり、殺害人数が最多となったコマリが優勝する。
第3巻
七紅天闘争終盤にコマリが逆さ月のアジトを壊滅させるために半径1キロ圏内を凍土にしたことにより、ムルナイト帝国とゲラ＝アルカ共和国の関係は緊張状態にあった。そんな中、コマリと第七部隊はゲラ＝アルカ共和国八英将の一人ネリア・カニンガムから、緊張緩和という名目で核領域にあるオープン前のリゾート夢想楽園での茶会に招待される。しかし茶会当日、ビーチフラッグスでホテルを目指していた第七部隊の部下たちによる突撃が進軍とみなされ、ホテル手前の駐屯地に駐在していたネリアの部隊と交戦、これを全滅させた上にホテルを爆破したことによって両国の関係が決定的に悪化する。コマリたちの帰国から数日後、夢想楽園がゲラ=アルカによる核領域支配を目的とした軍事拠点であると見定めた天照楽土から、五剣帝の一人であるアマツ・カルラが同盟の使者としてムルナイトにやってくる。ゲラ＝アルカへの牽制と夢想楽園の調査を目的としていたカルラは先日の夢想楽園での騒動を知るが、最終的にカレンに脅迫される形で同盟を成立させる。
後日、ゲラ＝アルカ共和国から宣戦布告を受けたムルナイト帝国と天照楽土の部隊は、ゲラ＝アルカが狙うとされる核領域のムルナイト領城塞都市フォールにて、ゲラ＝アルカから協力を要請された白極連邦軍の部隊による奇襲を受ける。カレンはゲラ＝アルカの大統領ゲラ・マッドハルトから降伏を勧告されるが、マッドハルトの誘いに他国が消極的であることを看破していたためこれを拒否。同盟軍の戦力を2つに分けて、一方の防御グループにはゲラ＝アルカ軍の迎撃を、もう一方の攻撃グループには夢想楽園の襲撃を命じる。攻撃グループに割り振られたコマリ、カルラ、サクナ、デルピュネーの部隊は夢想楽園付近への【転移】を試みるが、フォールを目指すゲラ＝アルカの八英将パスカル・レインズワースとネリアが率いる部隊との交戦中に、ゲラ＝アルカを裏切ったネリアがコマリを戦場から【転移】させる。転移先にて、ネリアが母ユーリン・ガンデスブラッドの教え子であり、ゲラ＝アルカの改革を目的としていることを打ち明けられたコマリは、マッドハルト打倒のためのネリアからの協力要請を承諾し、ネリアのメイドであるガートルードと転移に巻き込まれたヴィル、カルラの5人で夢想楽園を目指す。
ムル天同盟軍の奮闘によってゲラ＝アルカ軍が劣勢に立たされるなか、ゲラ＝アルカ国内ではマッドハルトへの不信感からデモが勃発していた。一方で夢想楽園に到達したコマリたちは、そこで魔核を利用した非人道的な実験が行われていたことを突き止めるが、直後に八英将としての素性を隠していたガートルードによる裏切りに遭い、さらに追いかけてきたレインズワースから、マッドハルトが他国の制止を無視して、夢想楽園で教育を施された五千人の精鋭楽園部隊を投入したことを知らされる。その事実にネリアは消沈するが、コマリの必死の説得で再起するとともに烈核解放尽劉の剣花を獲得。カルラと六国新聞が電影箱を通じて夢想楽園の秘密を世界中に暴露する一方で、ネリアは囚人を解放してガートルードを撃破した後、コマリの実態を推し量った上で楽園部隊に対抗するためにコマリを説得し自身の血を飲ませる。コマリの【孤紅の恤】による膨大な魔力によって世界中が震撼し、ゲラ＝アルカ打倒のために他国の軍が動き始める。最終的に楽園部隊は崩壊し、指揮を取っていたレインズワースも撃破されて八英将が全滅したことにより、マッドハルトは敗北を認め、六国を巻き込んだ大戦は終結する。
第4巻
六国大戦後、ゲラ＝アルカはアルカ共和国と名を改め、六国間では平和友好の機運が高まっていた。季節は夏から秋に変わり、コマリは天照楽土の国主である大神が主催する平和祈念のための核領域でのパーティーに招待される。パーティーに六国の要人が集う中、大神は五剣帝のレイゲツ・カリンとカルラを候補とした次期大神を決めるための天舞祭の開催を宣言。今回の天舞祭は各国から将軍を一人ずつ選出してどちらかの陣営についてもらう全世界参加型だと説明され、コマリは自分がカルラ陣営として呼び出されていたことを知る。祭りの項目に殺し合いがあることを知ってコマリは参加を拒否しようとするが、実家が出版事業を行なっているカルラからコマリの小説を出版することを提案される。世間ではカルラは宇宙最強の将軍と謳われており、コマリもそれを信じていたために最終的に参加を決意。しかし実際のカルラは親のコネで五剣帝に就任させられただけで戦闘の才能は皆無であり、六国大戦で規格外の強さを見せたコマリを当てにしていた。
天舞祭の一週間、天照楽土に滞在することになったコマリは、カルラが大神ではなく和菓子職人を目指しており、それゆえに先代の大神である祖母と確執があることを知る。天舞祭のプログラムのひとつである討論会は、大神から許可をもらったと主張するカリン陣営のフーヤオ・メテオライトが司会を務め、実は運営がカリン陣営に肩入れして当日の会場の観客を選別していたという、なぜかカルラにとって明らかに不利な条件で行われる。幼いころからカルラを敵視していたカリンは討論の議題を無視してカルラの非難に終始する上にカルラの夢を貶すが、それを受けたコマリが怒りを露わにして反論、コマリに触発されたカルラは自身の夢について告白し、カリンを大神に就任させないために天舞祭で勝つことを宣言する。討論会を終えたカルラは、大神の助言とコマリの協力もあって、お菓子屋になることを祖母に認められる。討論会やカルラの祖母との話し合いを経て信頼を築いたコマリとカルラは互いに自身の境遇を明かすが、直後にカルラの祖母がフーヤオに襲撃され、神具によって重傷を負う。翌日、カルラの祖母の暗殺未遂の容疑でカルラとコマリが指名手配を受ける。逮捕令状を出したのがカルラの夢を後押ししたはずの大神だと知らされたコマリたちはその真偽を確かめるべく大神のいる桜翠宮に向かい、そこで待ち受けていたカリンとフーヤオから、天舞祭開催前に本物の大神を葬ったというフーヤオが自身の烈核開放で大神に成り代わり権力を行使していたことを告げられる。カルラは、天舞祭で勝った後で大神を辞任するという討論会での発言を撤回し、自身が大神になる決意を固める。
天舞祭最終日、核領域にて最後のプログラムである死闘が行われるが、その最中に逆さ月としての本性を露わにしたフーヤオは、立ちふさがったコマリに神具で致命傷を与えた後、自身の素性と天舞祭中の所業を明かし、カリンを拷問にかけて突き止めたという天照楽土の魔核の破壊を宣言する。和魂種たちが混乱する中で、今際の際においてもカルラを気にかけるコマリに感化されたカルラは、自身の使命を自覚したことで烈核解放逆巻の玉響の制御に成功する。【逆巻の玉響】によって蘇生したコマリは、カルラからの頼みでカルラの血液を摂取して【孤紅の恤】を発動、魔核があるとされる東都に向かったフーヤオを追い、カルラと協力して撃破する。その後、カリンが立候補を辞退したことでカルラの勝利が確定し、天舞祭は終結する。
第5巻
季節が秋から冬に変わり、ムルナイトの帝都では神聖教の布教活動が活発化していたころ、核領域の聖都にいる神聖教の教皇スピカ・ラ・ジェミニがカレンとの会談のためにムルナイトを訪れることになった。しかし会談の当日、なぜかカレンが行方不明となっていたため代理としてコマリとフレーテがスピカとの会談に臨み、第七の国と呼ばれるほどの軍事力を持つ聖都との戦争を回避すべく穏便に事を済ませようとするが、その意に反して第七部隊が非礼を働いたためにスピカの怒りを買い、報復としてコマリはヴィルを引き渡すように要求される。神聖教についての諜報活動を行うようカレンから事前に勅命を受けていたヴィルはこれを承諾し、コマリには事情を伏せてムルナイトを去る。しかしヴィルに勅命を授けたカレンはムルナイトに侵入したフーヤオが化けた偽物であり、すべてはムルナイトの魔核を奪取し逆さ月のボスである神殺しの邪悪を新たな皇帝に据えることを目論む、逆さ月の幹部朔月の1人であるトリフォン・クロスの計画だった。
数日後、スピカの扇動で帝都内にいる神聖教の信者による暴動が発生。帝国軍が暴動の鎮圧に臨む中で、ムルナイトは神聖教と逆さ月が共謀していることを突き止める。スピカと和解するために、コマリとサクナ、七紅天になったミリセントは聖都に潜入するが、神聖教の軍隊聖騎士団に見つかり交戦に入ったため失敗。大聖堂地下でトリフォンによる拷問を受けていたヴィルを辛くも救出してムルナイトに帰還するが、別の経路から聖都に潜入した第七部隊は聖騎士団に制圧され、帝都は全勢力を投入した逆さ月によって陥落寸前だった。
コマリとヴィルはそれぞれ烈核解放を発動し、トリフォンと“神殺しの邪悪”としての正体を表したスピカと対峙するが、戦いの最中にコマリのペンダントが破損し、コマリとヴィル、トリフォンの3人は忽然と姿を消す。ムルナイトの魔核の正体は、コマリがユーリンから託されていたペンダントだった。常世と呼称される謎の異空間に転移させられたコマリとヴィルはトリフォンを撃破し、帝都にいる逆さ月の構成員の大半は駆けつけたネリアやカルラの部隊によて一掃、捕縛され、のちに吸血動乱と名付けられる事件は終息する。常世から帰還したコマリとヴィル、カレンの3人は、自分たちを帝都に送り返した人物が、行方不明となっていたユーリンである可能性を考えるようになる。
第6巻
年が明け、ムルナイトの復興が進むなかで、コマリはヴィルが福引で当てたという核領域のフレジール温泉街への2泊3日の旅行に、他にもサクナと新たに第七部隊に配属されたエステル・クレールを連れて4人で行くことになる。エステルの実家である温泉宿紅雪庵にて、コマリは病に冒されているエステルの妹モニク・クレールと仲良くなるが、会話の中でモニクから「コマリは影に殺されるかもしれない」旨を告げられる。その後、コマリは客として来ていたネリアやカルラたちと再会し、偶然だというネリアたちの主張を疑うこともなく旅行を満喫するが、フレジールが数年に一度の大吹雪に見舞われるなか、紅雪庵ではネリアたちが何者かによって次々と殺害されていく事件が発生する。
孤立したコマリは、殺人現場に現れた謎の影の後を追った先で、モニクの主治医であるクーヤ先生がモニクを殺そうとする場面に遭遇する。クーヤ先生が逆さ月の残党であり、治癒と偽って神具でモニクの病を悪化させていたことを知ったコマリは、モニクの血を飲むことで【孤紅の恤】を発動しクーヤ先生を退ける。影はコマリにキルティ・ブランと名乗り、常世からこの世に干渉していることを明かす。コマリはキルティから、ユーリンが常世で生きていることや、ユーリンに会うためには困っている人たちを助けて世界を一つにする必要があると教えられる。キルティが去った後、殺人事件が自作自演のドッキリであったことを知らされて安堵したコマリは、友人たちに祝われて誕生日を迎える。フレジールからの帰宅後、コマリは使者としてムルナイトに訪れていた夭仙郷の公主アイラン・リンズから助けを求められ、これに応じる。この時、リンズの従者リャン・メイファの烈核解放屋烏愛染の影響で、コマリはリンズに恋心を抱く。
第7巻
リンズの来訪から1か月後。リンズと夭仙郷の丞相グド・シーカイの結婚が決まった。シーカイは国民からの評価が高い神仙種だが、裏ではかつてマッドハルトと違法取引をしたことがあり、人を誘拐して人体実験を行なっているという噂があった。現在リンズがシーカイによって幽閉されていることをメイファから聞いたコマリは、シーカイの悪事を暴き夭仙郷の乗っ取りを阻止するために、ネリアや六国新聞と協力することになる。一方でシーカイは、突然芽生えたリンズへの恋心に振り回されて暴走気味なコマリの言動を受けて、自分に反発するリンズを諦めさせるために、リンズと結婚する権利を賭けてコマリとシーカイが戦う華燭戦争の開催を宣言する。ヴィルがメイファを問い詰めたことで、コマリは自分にかけられた【屋烏愛染】のことを知り術を解除されるが、自分を頼ってきたリンズのために改めて力になることを誓う。華燭戦争当日、コマリとシーカイの戦いの裏でネリアと六国新聞が悪事の証拠を掴み暴露したことによって、シーカイは捕らえられる。勝者となったコマリはそのままリンズと結婚させられそうになるが、不治の病に侵されていたリンズが吐血し、結婚式は中断される。
夭仙郷の魔核を狙う軍機大臣ローシャ・ネルザンピが烈核解放童子曲学を使って京師で暴動を起こす。ネルザンピの正体は人類滅亡を企む夕星が率いる組織星砦の一員であり、意志力の研究のためにクーヤ先生やシーカイを利用していた。コマリとリンズはネルザンピを止めようとするが、病状が悪化するリンズにどうすることもできないコマリはネルザンピから夭仙郷の秘密を教えられる。夭仙郷の魔核柳華刀は600年前に既に壊れていたが、愛蘭朝はもとの形を維持するために烈核解放先王の導を代々継承させてきた。魔核に頼れず常に意志力を消費し続ける【先王の導】の担い手たちは早逝し、現在の担い手であるリンズも同じ運命を背負わされていた。コマリが【孤紅の恤】でネルザンピを倒したことで事態は収束し、その後リンズはかろうじて一命を取り留めるが、限界を迎えた《柳華刀》は崩壊する。
第8巻
《柳華刀》の崩壊に巻き込まれ、コマリやリンズなどの六国の要人たちが常世に強制転移させられた。同じ場所に飛ばされたコマリ、ヴィル、ネリア、エステルは、常世のアルカ王国の兵士に襲われていた少女コレット・ルミエールを助ける。コマリたちはコレットから、常世の各地で抗争が起こっており、それを止めるためにユーリンが奔走していることを教えられ、彼女がいる常世のムルナイト帝国の帝都を目指すことになる。常世で身分証明書を持っていないコマリたちは、コレットに傭兵ギルドを紹介され、傭兵団コマリ倶楽部を結成する。
6年前に生死不明になった幼馴染と同一視してヴィルに特別な関心を寄せるコレットに、コマリが悶々とする一方で、コレットの素性が明らかになる。コレットはムルナイトが和睦のためにアルカへ献上するはずだった巫女姫であり、護送中の事故に乗じてコレットが逃げ出したことで両国の関係が決裂し、アルカ軍はコレットを追いながら他国に侵攻していた。護送車を襲撃して争いのきっかけを作ったのは、星砦のメンバーであるトレモロ・パルコステラだった。
コマリたちはコレットを故郷のルミエール村まで送るが、トレモロが扇動するアルカの兵士によって襲撃される。乱入したスピカによってトレモロは退けられ、村は逆さ月の救助活動で窮地を脱するが、トレモロの策によって重傷を負ったコマリがスピカに連れ去られる。
第9巻
逆さ月に保護されていたリンズと再会し、スピカから星砦を倒すために共闘を持ちかけられたコマリは、他に選択の余地がなかったためにこれを受け入れる。スピカの目的は常世を楽園にすることであり、戦乱を収める方法を知ることができる600年前の友人ナチューリア・ルミエールの封印を解くために、星砦よりも先に常世の魔核を集めようとしていた。すでに1つを確保していたスピカたちは、星砦が魔核の発掘のために拠点としている鉱山都市ネオプラスに向かい、そこで知事を務める星砦のメンバーネフティ・ストロベリィを襲撃してフーヤオがネフティに成り代わり、ネオプラスを掌握する。
コマリは逆さ月と行動するなかでスピカたちの思想について考え、特にフーヤオを気にかけるようになり、フーヤオも次第にコマリに感化されていく。スピカたちは魔核を見つけるために傭兵たちを利用して探索に臨むが、牢から脱出していたネフティの策で洞窟を爆破されて閉じ込められる。コマリとフーヤオは出口を探す途中で遭遇したトレモロと交戦。負傷したコマリと回収したネオプラスの魔核を仲間に託したフーヤオは、烈核解放反魂呪殺曼荼羅を発動したトレモロを倒した後、意志力が尽きて死亡する。
第10巻
拠点を失った星砦は撤退したが、常世は生前のトレモロの暗躍によって争いが激化していた。コマリたちは、白極連邦の魔核氷花箏を傷つけることで常世にやってきたカルラやサクナたち捜索隊と合流し、スピカは次の狙いを神聖レハイシア帝国の魔核に定める。一方でスピカが600年前に敵対した天文台の愚者の1人であるリウ・ルクシュミオが、現世の《柳華刀》の崩壊に伴って復活する。ルクシュミオは現世こと第一世界の繁栄と秩序の維持のために、その養分である常世の平和を乱す悪の象徴としてコマリとスピカを処分しようとしていた。
ルクシュミオの扇動によってコマリとスピカがテロリストとして指名手配される一方、コマリはレハイシアでコマリ倶楽部のメンバーと再会する。スピカはレハイシアの魔核を持つ神聖教教皇クレメソス504世を人質にしてコマリたちと尖塔に立て篭もり、残りの魔核を差し出すよう声明を出す。しかしルクシュミオに強行突破され、コマリとスピカは事前に力を封じられていたために、なすすべなく拘束される。後日、コマリたちは民衆の前で処刑される寸前に仲間たちによって救出される。スピカは、ネリアがユーリンから託された2つ、白極連邦のプロヘリヤ・ズタズタスキーが回収した1つ、クレメソス504世が所持していた1つを譲渡され、6つの魔核を揃えるに至る。
スピカが神殺しの塔の封印を解いたことによって、星砦の手に堕ち地獄と化した第三世界から瘴気の獣である多数の匪獣が常世へ送り込まれる。常世中が混乱するなかで、コマリたちは殲滅外装04-《縛》へ瘴気を集めたことで強化されたルクシュミオと交戦、ルクシュミオによって神殺しの塔が破壊され、第三世界につながる大穴が出現する。コマリと協力してルクシュミオを倒したスピカは、地獄への大穴を塞ぐこと、現世と常世を繋ぐ門を創ること、コマリたちを現世へ帰すこと、自分をナチューリアの元へ導くことを魔核に願い、コマリに常世のことを頼んで姿を消す。
第11巻
常世では神聖レハイシア帝国が停戦の大号令を発して各地の戦争を中断させ、神聖教が仲介役となって平和の実現に向けて活動していた。現世に帰還したコマリは、ラペリコ王国の四聖獣リオーナ・フラットとのエンタメ戦争に烈核解放の使用を禁止された上で臨んだり、魔核を失った夭仙郷の新しい天子としての仕事に追われたり、スピカの頼みで部下になった朔月のことで悩んでいるクレメソス504世の先生役になったりと、変わらず引きこもれない日々を送る。一方でムルナイトの帝都にて誘拐事件が発生、サクナが実行犯を殺害して記憶を読み取ったことにより、黒幕の正体が天文台の愚者の1人ララ・ダガーだと判明する。その目的はルクシュミオに代わる新たな愚者の選定と、秩序の破壊者とみなしたコマリたちの抹殺だった。ルクシュミオ以外の愚者は、以前ムルナイト帝国と白極連邦の魔核を傷つけたことが原因で2人がすでに覚醒し、他の3人も緊急コールに応えて現世に復活していた。
第12巻
白極連邦はプロヘリヤを暗殺しようとした愚者ワドリャ・レスコーフを捕縛したが、殲滅外装によって脱走を許してしまった。コマリは他の七紅天や白極連邦から派遣されたプロヘリヤと共に、帝都に潜伏している愚者の討伐に備えるが、その矢先にムルナイト帝国が回収した殲滅外装01-《刻》を管理していたミリセントが謎の失踪を遂げる。
ミリセントはカレンの推薦で七紅天になった際にブルーナイト家の名誉回復を求めていたが、ムルナイトらしい方法としてカレンを倒すことで実現してみせるよう挑発され、以来機会を窺っていた。ある時、歳をとるにつれて平和主義になっていくカレンに不満を持っていた七紅天ペトローズ・カラマリアから、カレンの弱点と密かに回収した《刻》を提供され、計画のために愚者を利用することに決める。
ミリセントは単独でララに接触して偶然適合した《縛》を奪い、《刻》を返してほしければ他の4つの殲滅外装も差し出すよう脅迫する。愚者はコマリの妹のロロッコ・ガンデスブラッドと、白極連邦から派遣された要人ドヴァーニャ・ズタズタスキーを誘拐し、ムルナイト帝国にミリセントの身柄を要求するが、ムルナイト側は逆に3人の愚者の拘束に成功し、人質もコマリたちによって救出される。ミリセントが愚者に指定した期日である新月の夜、ムルナイト宮殿は残る2人の愚者による襲撃を受けて捕らえていた3人の脱獄を許すが、ミリセントから血を飲まされたコマリが愚者を撃退する。その裏でミリセントは殲滅外装による攻撃から宮殿を守るために力を使い果たしたカレンを殺害する。
第13巻
7月、白極連邦書記長イグナート・クローンが天照楽土への侵攻を企てていることを知ったプロヘリヤは、同じ六凍梁のアレクサンドル・アルケミーとともに、アルカ、ラペリコ、天照楽土の協力を得てイグナートを逮捕する。しかしイグナートが投獄前に発動した魔法によって白極連邦は真冬のような猛吹雪に包まれる。
書記長代理となったプロヘリヤは、テロリストへ対抗するための六国の団結は、コマリやネリア、カルラが理想とする対等な同盟ではなく、白極連邦が六国を征服することによって実現するべきだと主張し、武力ではなく双方が納得した状況で勝負して屈服させるために白銀革命と称して自分以外の六戦姫にエンタメ戦争を申し込む。事前に招集されていたネリア、カルラ、リオーナの3人はすでに承諾しており、リンズはコマリの戸籍を白極連邦に入れると脅されて参加を決め、コマリはプロヘリヤに挑発されて暴走した第七部隊を抑えるために参加せざるを得なくなる。
今回のエンタメ戦争ではプロヘリヤ、アレクサンドル率いる北軍と、他の六戦姫率いる南軍が3タームにわたって戦う。南軍は六戦姫が2人ずつ参戦し、どちらかの軍の将軍が1人死亡した時点でそのタームは終了、北軍が3連勝すれば白極連邦が六国の非常時における統帥権を獲得し、南軍が1タームでも勝利すればプロヘリヤは書記長代理を辞任することになる。
第1タームではコマリとリンズ、第2タームではネリアとカルラの部隊が北軍と戦うが相次いで敗北する。革命の完遂に執着するプロヘリヤらしからぬ強行的な姿勢に違和感を抱いていたコマリは、ドヴァーニャにプロヘリヤを助けてほしいと頼まれる。実はプロヘリヤは10年前にムルナイト帝国で死亡し、姉のマリヤ・ズタズタスキーの烈核解放飛燕の宝玉によって30年分の寿命を分け与えられて延命したが、人民のために生き急ぐあまり自ら寿命を縮め、2か月後の誕生日に命を落とすという状況に陥っていた。
第3タームではリオーナと数合わせで参加したサクナが南軍を率いて戦う。サクナの予想外の猛攻を受け、プロヘリヤは覚悟を決めて烈核解放春望のプレリュードを発動するが、直後にリオーナがアレクサンドルを倒したことで北軍は敗北する。白銀革命は失敗し、プロヘリヤは烈核解放を使用したことで寿命を残り1週間まで縮める結果となった。

## 作中設定

### 魔核
読みは「まかく」。スピカによると、大昔に神々によって作られた、どんな願いも叶えるアーティファクト。現世と常世に6つずつ存在し、6つ集めることによって所持者の意志を世界に反映させる力を持つ。一方で、誰かを消す、殺す、蘇生させるといった人の意志に干渉する願いや、世界平和などの抽象的な願いは実現できないとされる。本来はキラキラと輝く星のような球体で、込められた願いによって形状が変化する。
現世の魔核
六国がそれぞれひとつずつ所持する。無限に魔力を生み出し無限に再生する力を持っているとされ、魔泉（）に自身の血を流す儀式を行った者は魔核の効果範囲にいる限り、死んでも完全な形で蘇生するようになる。ただし、神具で傷つけられた場合は魔核による補助を受けることができず、死亡した場合は蘇生できない。魔核の形状・所在地などの情報は国家機密として秘匿されており、専門の官吏でさえ実物を知らないとされる。
現世の魔核が天文台から与えられた本来の役割は、六国の中心に一つずつ存在する常世への扉を封印し、国家の礎として常世の魔力を吸い上げて現世に供給すること。魔核を破壊することによって常世との往来が可能になるほか、6つ以外にも扉は存在し、災害が発生すると一時的にこじ開けられた状態になる。魔核の効果範囲は常世への扉を中心に大地を覆っており、魔核本体が移動しても効果範囲は変化しない。
常世の魔核
現世の魔核と違って本来の形状のままで、魔力を発しており、所持者は魔法を使用できるようになる。600年前、天文台の愚者との戦いで瀕死の重傷を負ったナチューリアを匿うために、スピカによって神殺しの塔を封印する役割を与えられた。スピカが常世を追放される直前に、スピカの支持者たちに託されたが、スピカが再び常世へ来た時点で4つは星砦に確保され、アルカ王国などの傀儡国家に与えられていた。

### 種族
吸血種
血を栄養源とする種族。
獣人種
動物の特徴を有する種族。完全に動物の姿をしている者もいれば、ヒトに動物の耳や尻尾が生えた姿の者もいる。
蒼玉種（）
極寒の地に適した頑丈な身体を持つ種族。
翦劉種（）
刀剣を自在に操る戦闘民族。身体の一部も金属でできているとされる。
和魂種（）
目立った特徴はないが、時間に対して鋭敏な感性を持っているとされる種族。
神仙種（）
長命で、魔力や意志力とは無関係に浮遊できる種族。歴代の【先王の導】の担い手たちが夭折してきたことにちなんで夭仙（）とも呼称される。
抱影種（）
自分の“影”を異世界に飛ばす力を持つ種族。
霊音種（）
死亡すると親しい人物に音楽を届ける種族。
砂朧種（）
自分の身体の約9分の1を一時的に砂礫に変換することができる種族。

### 世界観・勢力
下記の第一世界と第二世界のほか、星砦に掌握された第三世界や第六世界が存在する。

#### 現世 / 第一世界
吸血種のムルナイト帝国、獣人種のラペリコ王国、神仙種の夭仙郷、翦劉種のゲラ＝アルカ共和国（後にアルカ共和国へと改称）、蒼玉種の白極連邦、和魂種の天照楽土、以上の六国が存在する。
現代の六国は魔核の恩恵の元で、それぞれの威信をかけて国同士でエンタメ戦争を行なっている。
ムルナイト帝国
吸血種による国。魔核の正体はコマリがユーリンから託されたペンダント。
七紅天（）大将軍
国家の軍事活動を任されているムルナイト帝国の7人の将軍。名前は「天を赤く染める将軍」に由来する。3か月に一度は他国との戦争に勝利することが最低限の責務で、果たせない場合は契約違反として身体が爆発し死ぬことになる。また、実力至上主義のムルナイト帝国では下克上が黙認されており、部下に殺害された場合は七紅天を解任される。戦争に100回勝利することによって次期皇帝候補の地位を得ることができる。
第七部隊
七紅天としてコマリが率いるムルナイト帝国軍の部隊。総勢約500人で、ヴィルが班長を務める第一班・工作班、カオステルが班長を務める第二班・広報班、ベリウスが班長を務める第三班・破壊班、ヨハンが班長を務める第四班・特攻班、メラコンシーが班長を務める第五班・遊撃班、吸血動乱後にエステルが班長を務める第六班・特殊班からなる。隊員のほとんどは何らかの問題を起こして他の隊から左遷されてきた者たちであり、アウトローぶりから「血濡れの軍団」と揶揄されている。

ゲラ＝アルカ共和国→アルカ共和国
翦劉種による国。将軍の呼び方は八英将（）。
アルカ王国の滅亡後に共和制に移行し、国名は初代大統領に就任したマッドハルトのファーストネームをとってゲラ＝アルカ共和国に改められた経緯を持つ。
その実態は世界の覇権を狙うマッドハルトによる独裁国家で、少しでも反抗する姿勢を見せた者や他国から拉致してきた者を、リゾート施設と偽って核領域に違法造営した夢想楽園の地下に収容し、魔核や烈核解放に関する非人道的な人体実験に利用している。六国大戦にてマッドハルト政権の危険性が六国中に露見し、マッドハルトは蒸発。国名はアルカ共和国に改められ、その後の選挙を経てネリアが大統領に就任する。
魔核の正体は黄金の鞘に包まれた短剣。六国大戦後にネリアの父からネリアへ譲渡される。
アルカ王国
ゲラ＝アルカ共和国の前身。最後の国王はネリアの父親。戦争中に妻を神具で失ったことに起因する国王の過剰な平和主義によって、将軍を二英将まで削減するなど軍備縮小が行われたことで、国民の不満を買い、当時の二英将だったマッドハルトがクーデターを起こし、王侯貴族が捕縛・幽閉されたことで滅亡した。

天照楽土（）
和魂種による国。将軍の呼び方は五剣帝（）。国主の大神については、候補者が討論会や演説会、死闘などによって競い合い、最終的に国民投票を行う選挙天舞祭によって決める。歴史上、大神はアマツ家とレイゲツ家のどちらかから輩出されており、そのことで両家は対立関係にある。
魔核の正体は時習鈴（）という名称の鈴。天舞祭後にカルラの祖母からカルラへ譲渡される。
夭仙郷（）
神仙種による国。将軍の呼び方は三龍星（）。
魔核の正体は柳華刀（）という名称の小刀。600年前に壊れて以降は【先王の導】によって機能が維持されていた。柳華刀の完全な崩壊後、神仙種は他国の魔核に登録し、その多くが移住を始めている。
モデルは明から清までの時代の中国。
白極連邦（）
蒼玉種による国。将軍の呼び方は六凍梁（）。魔核の正体は氷花箏（）という名称のオルゴール。200年前の名称は白極帝国だったが、現在の共産党が革命を起こして白極連邦になった。
ラペリコ王国
獣人種による国。将軍の呼び方は四聖獣（）。エンタメ戦争は負け続きで、六国の中でも発言力が弱い。
核領域
六国の魔核の効果範囲が重なる特殊な領域。この核領域を利用して、国同士の威信をかけたデモンストレーションとしての戦争が行われる。核領域の中心にある温泉街フレジールは常世に最も近い場所とされており、自然災害が起きると常世の街が青空に投影される黄泉写しという現象が起こる。
六国新聞
完全中立を主張する一方で、捏造記事によってどの勢力にも喧嘩を売っており、その憂き目にあったコマリからは全く信用されていない。
逆さ月
「死こそ行ける者の本懐」というスローガンを掲げ、六国の魔核破壊を目論むテロリストグループ。神殺しの邪悪ことスピカを筆頭に、幹部の朔月（）と末端の構成員からなる。
六戦姫
六国で活躍の目覚ましいコマリ、ネリア、カルラ、プロヘリヤ、リオーナ、リンズの6人の総称。
神聖教
核領域の聖都レハイシアに大聖堂を構え、六国や核領域のあらゆる場所で信仰される一神教。第七の国と評される一大勢力で、全盛期のアルカを上回る軍事力を有している。
天文台
銀盤が第一世界の秩序維持を謳い6人の愚者とともに創設した組織。本拠地にある石碑称極碑（）に名前が浮かび上がった者を秩序の破壊者とみなして抹殺する。愚者は戦災で孤児になったところを銀盤に救われ、第一世界のムルナイト帝国で育てられた。愚者は現世の魔核が傷つくことによって復活するほか、他の愚者が緊急コールを出して覚醒を促すこともできる。本来の愚者は無才の集団であり、殲滅外装がなければ戦闘力は人並みにもおよばないほか、現代の魔法に疎い。魔核の管理者であるためか魔核に登録することができない。

#### 常世 / 第二世界
太陽が2つ存在する、現世とは別次元の異界。
魔核や魔力、魔法の概念が存在せず、烈核解放は単に能力と呼称される。
現世とはほぼ鏡映しになっているとされ、ムルナイト帝国やアルカ王国、天照楽土、夭仙郷、ラペリコ王国、白極帝国を含めた合計42個の国が存在する。
600年前は魔力が豊富だったが、原住民はスピカとナチューリアから教えられるまで魔法の存在を知らず、現世よりも文明が遅れていた。第一世界の戦国時代の終結を図った天文台が常世への扉を開いたことによって侵略を受け、最終的に第一世界の魔核の力で扉を封印され、第一世界へ魔力を供給する養分となるに至った。
その後、再び常世の魔核を集めたスピカの願いによって、神殺しの塔跡地の上空と現世のフレジールの上空をつなぐ大扉が出現し、現世との往来が可能になる。
神殺しの塔
常世の中心にある巨大な白い塔。天文台の愚者との戦いで重傷を負ったナチューリアを助けるようスピカが魔核に願ったことによって、ナチューリアがこの塔に封印されているとされる。夕星によると、6つの部屋を結ぶ梯子みたいなものだという。
カレード帝国
カレーが国民食となっている国。ムルナイト帝国とアルカ王国の間に位置し、国土の大部分が砂漠で覆われている。
ルミエール村
コレットの故郷で巫女姫を育成するための隠れ里。ルミエール家は未来視や占術などの能力を用いる巫女姫の家系としてムルナイト帝国に貢献してきた。
ネオプラス
常世の南方にあるトゥモル共和国の端の鉱山都市。かつてはただの農村だったが、8年前から政府主導で開発が進められて大都市に発展したとされる。その実態は星砦の拠点であり、中心部に開発した採掘場星洞（）で魔核を捜索している。
ルナル村
8年前に滅んだフーヤオの故郷。現在はほとんどが星洞に埋もれている。
フーヤオはユーリンが村を滅ぼしたと記憶していたが、実際は地中の魔核と夕星に捧げる瘴気の回収を目的としたトレモロとネルザンピが【童子曲学】で幼いフーヤオを操って滅ぼさせていた。その後フーヤオは嵐によって現世に飛ばされ、自分の故郷を魔核のない田舎と認識していた。現世にあるルナル村は存続している。

ポワポワ王国
約200年前に常世のラペリコ王国から独立した獣人の国。常世の魔核の1つを所有していた。悪辣な国王が果物を独占していたが、常世に飛ばされてきたプロヘリヤによって打倒され、プロヘリヤが新たな国王になった。
神聖レハイシア帝国
完全中立の都市国家で、常世の神聖教の総本山。
星砦（）
夕星が率いる、人類滅亡を悲願とする少数精鋭の組織。
フルムーン
ユーリンが率いる、常世の戦乱を止めるために活動する傭兵団。

### 烈核解放
読みは「れっかくかいほう」。この世のあらゆる法則から外れた、ひとたび行使すれば大地を穿ち星をも動かすとされる特殊能力。現世では普段は魔核の魔力によって封じられており、条件を満たすことによって魔核とのパスが切断されて発動するとみなされているが、常世に飛ばされたヴィルからは、実際は発動した結果として魔核とのパスが切断される仕組みになっており、魔核の有無は重要ではないと推測された。
烈核解放の強さは心のありようと関係しているとされる。烈核解放を発動すると瞳が赤色に変化する。
孤紅の恤（）
テラコマリ・ガンデスブラッドの烈核解放。カレンは「帝国千年の歴史にも類を見ない至高の烈核解放」と称している。発動条件は他者の血液を摂取することであり、種族によって発揮する能力は後述のように異なる。【孤紅の恤】発動後のコマリは全身の魔力が無くなるため、その度に入院を余儀なくされる。
コマリは七紅天就任前に【孤紅の恤】の暴走を3度起こしたため、アルマンによって血が嫌いになるように催眠誘導を施されていた。当初のコマリは【孤紅の恤】発動時は意識がないため、この異能を自覚していなかったが、吸血動乱後は発動中の記憶が朧げながら残っていたために自覚するに至った。
吸血種
魔力は紅色。爆発的な魔力と身体能力を獲得する。
蒼玉種
魔力は白色で、コマリの髪も同様の色に変化する。鋼のように頑丈な肉体と強力な回復魔法および氷結魔法を獲得する。サクナの血を摂取した際には吸血種と蒼玉種の両方の能力を発現した。
翦劉種
魔力は金色。あらゆる武器を生成し操る力と物質を黄金に変化させる力を獲得する。
和魂種
魔力は翠色。森羅万象の時間を加速させる力を獲得する。
神仙種
魔力は虹色で、能力の発動直後に同様の色の衣がコマリの周囲に形成される。長命という神仙種の特性を、不幸が降りかかった際に幸運を呼び込むことによって擬似的に再現する。発動中のコマリの意識は普段と変わらずはっきりしており、他の【孤紅の恤】の重ねがけができる。
獣人種
瘴気を抹消する力と圧倒的な身体能力を獲得する。フーヤオの血を飲んだ際には狐の耳と尻尾が生えた。

パンドラポイズン
ヴィルヘイズの烈核解放。自分の血を飲ませることによって、飲んだ相手の未来を視ることができる。ただし、だいたい5日に1回しか発動できず、視えるのも「未来のある一点」のみである。吸血動乱ではコマリを支えていく決意を新たに固めたことで進化を果たし、物体を未来に転移させ時間差で攻撃する「未来爆弾」の使用が可能となる。
アステリズムの廻転（）
サクナ・メモワールの烈核解放。殺した相手の記憶を操作する精神干渉系の異能力で、記憶を盗み見たり改竄したりすることができる。
尽劉の剣花（）
ネリア・カニンガムの烈核解放。あらゆるモノを切断する能力で、一つしかないモノを分かち合うネリアの利他的な精神に基づいている。
逆巻の玉響（）
アマツ・カルラの烈核解放。カルラの意志力によって対象の時間を巻き戻す異能で、通常の回復魔法では治癒できない神具による傷を消すことが可能なほか、未来のカルラは時間移動の能力にまで進化させた。一方で、魂を代償としているため酷使するとカルラがこの世から消滅するリスクがある。カルラは幼少のころから【逆巻の玉響】の片鱗を見せていたが制御不能であったため、アマツ・カクメイがコルネリウスに作らせた神具時習鈴（）によって封印されていた。
先王の導（）
アイラン・リンズの烈核解放。夭仙郷の尚古思想に基づいた、物質をあるべき姿に巻き戻し固定する異能力。もとは600年前に愛蘭一族の娘が発現させた力であり、愛蘭朝は壊れた《柳華刀》を正常に機能させるために、初代の担い手と同じ心を宿すよう歴代の愛蘭一族の娘に教育を施し人格を矯正することで継承してきた。歴代の担い手たちは常に【先王の導】を発動し、魔核の恩恵を受けられず意志力を消費し続けたことで発病し夭折してきた。
栄花の秋忘れ（）
スピカ・ラ・ジェミニの烈核解放。物事の流れに干渉する能力。スピカの本来の寿命は約200年とされているが、この力で600年以上生き続けている。
春望のプレリュード（）
プロヘリヤ・ズタズタスキーの烈核解放。春を待望する意志力が発露したもので、【孤紅の恤】に匹敵し得るとされるが、プロヘリヤ自身の寿命を代償とする。
サイケデリックヘヴン
ヘルデウス・ヘブンの烈核解放。教書の文句を唱えることで天国の一部を顕現させる。ヘルデウスがその天国の神とみなされ、極彩色のバケモノのような外見の「天使」たちを意のままに使役できる。
快刀金剛（）
パスカル・レインズワースの烈核解放。発動することで自身の肉体を強化し、鉄壁の防御を誇るようになる。夢想楽園での苦渋の日々の中で獲得した。
心刀滅却（）
メアリ・フラグメントの烈核解放。全ての人間は自分の玩具だという思想に基づいた、目を合わせた相手の脳を揺さぶり一時的に行動不能にする能力。
屋烏愛染（）
リャン・メイファの烈核解放。本来はメイファのリンズへの気持ちを他者に移植し、同情を喚起する程度の力だとされているが、感受性が豊かなコマリやワドリャはリンズに恋愛感情を抱くに至った。
飛燕の宝玉（）
マリヤ・ズタズタスキーの烈核解放。自分の命と引き換えに対象をあらゆる障害や病苦から救う。
今昔渡月橋（）
アマツ・カクメイの烈核解放。満月または新月の夜に現世と常世との往来を可能にする能力。持ち運べるのは小さな手荷物だけだとされるが、コマリはギリギリで手荷物と判定された。
増幅する霊宝（）
ロネ・コルネリウスの烈核解放。触れた神具を解析する力。コルネリウスはこれを利用して神具を作る。
大逆神門（）
トリフォン・クロスの烈核解放。触れた物体を任意の座標に瞬間移動させる異能で、トリフォンの「人間同士は分かり合えない」という思想に基づいている。また、スピカやフーヤオ、ヴィルが烈核解放を発動すると転移先の座標にズレが生じ機能不全になるとされる。
水鏡稲荷権現（）
フーヤオ・メテオライトの烈核解放。他人の声も姿も完璧に模倣する変身能力。【反魂呪殺曼荼羅】を発動したトレモロとの戦闘では獣人の【孤紅の恤】をコピーした。
童子曲学（）
ローシャ・ネルザンピの烈核解放。人形を操る能力で、思惟杖IIによって意志力を抜き取られた人間や、精神が未熟な子供を操ることができる。
反魂呪殺曼荼羅（）
トレモロ・パルコステラの烈核解放。命と引き換えに無数の触手を生やした負の意志力を顕現させる。意志力は時間の経過とともに増幅し、対象を殺すまで消滅することはない。アマツからは世界の物理法則を書き換える力と目されている。
パラドックスオラクル
ナチューリア・ルミエールの烈核解放。スピカによると、人間一人分の血液を捧げることによって最高の未来を示すことが可能で、生贄の意志力が強いほど強化される。

### 神具
電影箱（）
六国新聞が所有する希少な神具。高性能な大型のカメラで、六国新聞が世界中の都市に設置した専用のスクリーンに、写した映像をリアルタイムで映し出す。
思惟杖（）
クーヤ先生がネルザンピから渡された、心の傷を広げる効果を発揮する杖状の神具。これを改良した思惟杖IIは、人間の意志力を残らず奪って宝璐（）という輝く球体に変換することができる。
夜天輪（）
藍色の6つの天球儀が嵌まっているリング状の神具。血液を登録した者の位置情報の特定など、星を通じた様々な機能が備わっている。夭仙郷の星辰庁に保管されていたが、華燭戦争後にスピカによって盗み出される。
星彩弦（）
トレモロが所持する琵琶の神具。意志力の収納を可能としており、夕星へ捧げる瘴気を集めるために使用される。
光のくす玉
魔力を隠蔽する機能を持つ、くす玉のペンダントの神具。600年前にスピカが常世の魔核の1つを隠すために利用し、現在は常世の神聖教教皇のレガリアとして代々受け継がれている。
殲滅外装（）
天文台の愚者が銀盤から与えられた、秩序を維持するための特級神具。通常兵器としての第一解放、第一解放よりも発展させた第二解放、奥義である最終解放の3段階の形態がある。コルネリウスによると、世界に対する諦観や絶望が一定値を超えた者が資格者になるとされる。銀盤の血族には能力が通用しないよう設定されており、コマリやロロッコが触れた際には殲滅外装本体が崩壊した。
刻（）
ララが所有するダガーの殲滅外装01。
映（）
ルーミンが所有する鏡の殲滅外装02。第二解放は太陽光の力で傷を治療する。最終解放は太陽光を最大3日分蓄積し、相応の威力の光線を発射する。
回（）
カイテンが所有する手裏剣の殲滅外装03。第一解放は手裏剣を無尽蔵に増殖させる。第二解放はサイズを自在に変えて手裏剣を飛行させる。
縛（）
ルクシュミオが所有する帯の殲滅外装04。伸縮自在で頑丈な無数の帯を展開する。第二解放は色を調整して透明化する迷彩能力。最終解放は所有者の命を吸収し、身体中に帯を巻き付けることで鉄壁の巨人になる。
砕（）
ワドリャが所有するガントレットの殲滅外装05。第一解放は殴ると同時に高威力の衝撃波を放つ。第二解放は全方位に大量の仕込み棘を発射する。
剔（）
ツキが所有する槍の殲滅外装06。分割された3本の棒を接続して起動する。第一解放はどんな場所にあっても自動で資格者の手元に戻ってくる。第二解放は刃に触れたものを必ず破壊する。

## 登場人物
声の項は原作PVおよびテレビアニメ版の声優。

### 主要人物
テラコマリ・ガンデスブラッド
声 - 楠木ともり
本作の主人公。長い金髪と紅色の瞳が特徴の吸血鬼の少女。愛称はコマリ。ムルナイト帝国軍第七部隊を率いる七紅天。華燭戦争後は夭仙郷の天子を兼任。六戦姫の1人でもある。第1巻時点で15歳。誕生日は2月18日。烈核解放は孤紅の恤。
嫌いなものは吸血鬼の栄養源である血。そのため「魔法が使えない」「運動音痴」「背が小さい」と三重苦を背負っている。趣味は読書。将来の夢は小説家。小心者である反面お人好しで正義感が強く、他者が窮地に立たされた際には自分より強い相手にも屈しない強さを持つ。好物はオムライス。
名前のテラコマリは、めちゃくちゃ困っている感を名前から出していくために設定された。当初の設定では現在よりもアクティブだったが、変遷を経て引きこもり気質なキャラクターになった。本編のコマリは金髪だが、原案では銀髪だった。
『このライトノベルがすごい！2021』の女性キャラクター部門では第37位、『このライトノベルがすごい！2022』の女性キャラクター部門では第31位になった。
ヴィルヘイズ
声 - 鈴代紗弓
本作のメインヒロイン。コマリのメイドで、青髪と翡翠の瞳が特徴の吸血鬼の少女。愛称はヴィル。ムルナイト帝国軍第七部隊の第一班・工作班の班長で、階級は特別中尉。コマリとは同い年で、第8巻時点で16歳。烈核解放はパンドラポイズン。
コマリをムルナイト帝国の次期皇帝にすることが目的で、基本的にはクールに仕事をこなすが、ややズレた感性の持ち主で、コマリの意に反した行動を取るたびにコマリをやきもきさせている。コマリのことは「宇宙でいちばん愛している」と明言し、「愛情表現」と称して頻繁にセクハラしている。コマリからは「変態メイド」と辟易される一方で、有事の際のサポートの甲斐もあって信頼を得ている。
出身は帝都の下級区とされているが、実際は幼いころに記憶喪失で雷雨の森の中を彷徨っていたところをクロヴィスに保護された過去を持つ。帝立学院時代に、ミリセントにいじめられていたところをコマリに助けられたが、代わりに虐められるようになったコマリに何もできなかったことを悔やんでいた。
引きこもりであるコマリを外に引っ張り出すための、コマリありきのキャラクターとして設定された。
サクナ・メモワール
声 - 石見舞菜香
本作のヒロインの1人。母方の祖母が蒼玉種のクォーターで、白い肌に白銀の髪が特徴的な吸血鬼の少女。ムルナイト帝国軍第六部隊を率いる七紅天。第2巻時点で16歳。烈核解放はアステリズムの廻転。
魔法の練習中にたまたま七紅天を爆殺したことが下克上と見なされ、ヘルデウスが強く推薦したことによって七紅天に就任した。基本的には気弱だが優しい性格。神聖教の神父だった父の影響で星に詳しく、人の精神構造を星座として捉えることができる。七紅天の先輩にあたるコマリのことを慕っており、良好な関係を築いているが、一方で15体の自作の等身大人形をはじめとした総勢100個のコマリのグッズを自宅に所持するストーカーでもある。
正体は逆さ月のスパイ。幼いころに、オディロンによって家族を神具で惨殺され、家族を取り戻す方法を教えてもらうことを条件に逆さ月の一員となった過去を持つ。それ以来、任務に失敗した罰として「家族」を神具で殺される度に「家族と精神の形が類似した人間を殺し、烈核解放でサクナの家族の記憶を植え付ける」ことによって「家族」を作り直し、表ではオディロンに従いながらも裏では復讐心を燃やしてきた。七紅天闘争後、逆さ月のスパイだったことが公となったため要人暗殺の罪に問われるが、情状酌量により軽罰で済み、「家族」を作り直すこともやめて七紅天を続けている。
ネリア・カニンガム
声 - ファイルーズあい
本作のヒロインの1人。ツーサイドアップにした桃色の髪が特徴の翦劉種の少女。第3巻時点で15歳。ゲラ＝アルカ共和国軍第一部隊を率いる八英将。六国大戦後はアルカ共和国の大統領。月桃姫の異名を持ち、六戦姫の1人でもある。烈核解放は尽劉の剣花。
アルカ王国元国王の一人娘。幼いころに自分の家庭教師となったユーリンとその娘のコマリに感化されて他者を思いやる心を持つようになり、アルカ王国の滅亡後は、王族としての権利を剥奪され父とも離れ離れになるが投獄は免れ、独裁者となったマッドハルトを打倒しアルカを改革すべく実力で八英将まで上り詰めた。
アマツ・カルラ（天津 迦流羅）
声 - 島袋美由利
本作のヒロインの1人。着物を着た黒髪の和魂種の少女。天照楽土軍第五部隊を率いる五剣帝。天舞祭後は天照楽土の大神。六戦姫の1人でもある。第3巻時点で15歳。烈核解放は逆巻の玉響。
世間では実力のある将軍として知られており、あらゆる分野で優秀だが、唯一戦闘の才能は皆無であり、親のコネで五剣帝に就任させられた。将来の夢は京いちの和菓子職人で、現在は東都の外れで甘味処風前亭（）の店主を務めている。コマリについては、出会った当初はすれ違いによって殺人鬼と誤解するが、天舞祭を通じて互いの事情を知り友人になる。
エステル・クレール
本作のヒロインの1人。紅褐色の髪をポニーテールにした吸血鬼の少女。吸血動乱後の第七部隊の新隊員で、第六班・特殊班の班長。階級は少尉。
軍学校ではいずれの科目も一等を保持し、首席で卒業した真面目な優等生。実家は核領域のフレジール温泉街にある温泉宿紅雪庵（）で、六国大戦時に故郷を救われて以来、七紅天のコマリに憧れている。
アイラン・リンズ（愛蘭 翎子）
本作のヒロインの1人。孔雀のようなひらひらした衣装を着た緑髪の神仙種の少女。夭仙郷の公主で、夭仙郷軍第一部隊を率いる三龍星。華燭戦争後は夭仙郷の皇后で、書類上のコマリの嫁。六戦姫の1人でもある。植物が好きで、帝都への移住後は園芸店光彩花（）を営む。烈核解放は先王の導。
世間知らずで、小物を自認する凡庸な人物。公主としての義務感から夭仙郷を救うために奔走するが、本心では分相応な普通の人生を望んでいた。華燭戦争で自分や夭仙郷を変えたコマリに好意を抱いており、少し過激な人に囲まれているコマリが疲れた時に癒してあげられる存在になれたらいいと思っている。
スピカ・ラ・ジェミニ
本作のヒロインの1人。神殺しの邪悪の通称で知られる逆さ月のボス。吸血種の父親と戦争奴隷だった神仙種の母親の間に生まれたハーフの吸血鬼の少女。金髪をツインテールにし、逆さまの月の飾りがあしらわれた宗教的な衣服を着用する。烈核解放は栄花の秋忘れ。
現世では隠れ蓑として神聖教を利用し、アマツやトリフォンの尽力で第99代教皇ユリウス6世の地位を得ていた。
お転婆で騒々しいが、飄々とした態度で朔月にも本心を見せない。高い身体能力、特に腕力と握力を誇る一方で、古い吸血鬼ゆえに太陽を苦手とし、燃費が悪い体質のため常に血液の飴を携帯している。
その目的は、常世を心の綺麗な者たちだけの楽園にすることであり、そのための犠牲は厭わない。600年前、異種族との間に生まれた子として家で虐げられる日々の中でナチューリアと友人になり、2人で逃げた先の常世で魔法を教えたことによって賢者と呼ばれるようになった。常世からの搾取を目論む天文台との戦いに敗れて第一世界へ追放された後は、扉を封じられた常世へ再び渡るために活動してきた。
ミリセント・ブルーナイト
声 - 雨宮天
本作のキーパーソンの1人で、物語の発端となったキャラクター。青髪の吸血鬼の少女。逆さ月のメンバーで、コマリを引きこもりに追いやった張本人。六国大戦以降は第五部隊を率いる七紅天。光撃魔法【魔弾】を得意とする。
烈核解放の発現を望む父親とアマツによる虐待同然の修練を課されて荒み、学院で烈核解放を持つヴィルやコマリを劣等感からいじめていたが、事故で【孤紅の恤】を発動したコマリが起こした帝立学院襲撃事件後、アルマンによって大量虐殺罪と国家反逆罪に問われて国外に追放され、アマツの勧誘で逆さ月に加入した経緯を持つ。
再会したコマリに敗北したことがきっかけで内面に変化が生じ、表向きは家の再興のために七紅天の仕事に従事しつつ、「人のために戦いたい」「強くなりたい」「テラコマリを超えたい」という3つの願いを行動原理にする。
プロヘリヤ・ズタズタスキー
声 - 悠木碧
種族らしからぬ寒がりで、常に防寒着を着用する蒼玉種の少女。白極連邦軍第一部隊を率いる六凍梁。六戦姫の1人でもある。第12巻時点で18歳。誕生日は9月12日。烈核解放は春望のプレリュード。
正義感が強く、常に人民に寄り添うことを心がけており、白極連邦での人気は高い。将軍の仕事だけでなく、ピアノの先生や「荒野に緑を増やす会」の活動、飲食店のアルバイト、その他のボランティアなどにも精を出す。
名前は3巻の執筆時に即席で設定されたものだが、キャラクター自体はメインに絡むことを想定されていた。

### ムルナイト帝国
吸血種による国。国家概要はこちら。

#### 七紅天大将軍
ペトローズ・カラマリア
ムルナイト帝国軍第一部隊を率いる七紅天。外見は小柄な少女だが、七紅天としての経歴は現役の中では最も長い吸血鬼。一度訪れたことのある場所であればいつでも爆破できるという烈核解放を持っており、無軌道爆弾魔の異名を持つ。
ヘルデウス・ヘブン
声 - 宇垣秀成
ムルナイト帝国軍第二部隊を率いる七紅天。神聖教の神父であり、孤児院も経営している。エキセントリックな言動が目立つが七紅天としての実力は本物であり、サクナの烈核解放を無効化している。烈核解放はサイケデリックヘヴン。
サクナの父親とは学院時代からの親友で、彼の家族が逆さ月によって惨殺されたのちに生き残ったサクナを孤児院に引き取った。サクナが逆さ月の構成員としてオディロンに利用されていることを知り苦悩しながらも、自ら復讐を望むサクナを「神とは逆境を跳ねのけようとする心に宿るもの」という信念に従って見守り、サクナと2人きりの時のみ彼女の烈核解放に操られたふりをして、サクナの父親として振る舞い彼女の支えとなるよう努めていた。
フレーテ・マスカレール
声 - 杉山里穂
ムルナイト帝国軍第三部隊を率いる七紅天。木耳のように艶やかな髪が特徴的な貴族然とした女性。第2巻時点で20歳。「黒き閃光」の二つ名を持つ暗黒魔法の使い手。「英邁なる七紅天」を自称する通り七紅天であることに誇りを持っており、自他ともに厳しい。
デルピュネー
声 - 藤原夏海
ムルナイト帝国軍第四部隊を率いる七紅天。異国風の仮面を被った性別不明の吸血鬼。物静かな性格で、血液を操る凝血魔法の使い手。フレーテとは軍学校のころからの友人。
オディロン・メタル
ムルナイト帝国軍第五部隊を率いる七紅天。正体は逆さ月の構成員で、七紅天闘争後に七紅天を解任される。
ミリセント・ブルーナイト
オディロンの後任で第五部隊を率いる七紅天。
サクナ・メモワール
ムルナイト帝国軍第六部隊を率いる七紅天。
テラコマリ・ガンデスブラッド
ムルナイト帝国軍第七部隊を率いる七紅天。

#### 第七部隊
カオステル・コント
声 - 花江夏樹
枯れ木のような長身痩躯の吸血鬼。第二班・広報班の班長で、階級は中尉。幼女誘拐の疑いで左遷されてきた。空間魔法の使い手。第七部隊の参謀を自称し、実質的なまとめ役を務める。
ベリウス・イッヌ・ケルベロ
声 - 水中雅章
犬頭の大柄な獣人。第三班・破壊班の班長で、階級は中尉。殺人の罪で左遷されてきた。一騎当千の武勇を誇りながらも、真面目な性格で、第七部隊の吸血鬼の中では比較的常識人。
メラコンシー
声 - 畠中祐
金髪とサングラスが特徴のラッパーの吸血鬼。第五班・遊撃班の班長で、階級は大尉。爆発魔法の使い手で、宮殿爆破未遂により左遷されてきた。
ヨハン・ヘルダース
声 - 小林裕介
金髪の吸血鬼の少年。第四班・特攻班の班長で、階級は中尉。火炎魔法の使い手。実力もなくコネによって七紅天になったコマリのことをよく思っていなかったが、ミリセントの事件を経て考えを改める。死亡回数が多く、コマリからは「死神に愛された吸血鬼」と評される。普段のコマリが弱いことを把握しているが、【孤紅の恤】を発動したコマリのことを知らない。
ヴィルヘイズ
コマリのメイド。第一班・工作班の班長で、階級は特別中尉。
エステル・クレール
吸血動乱後の第六班・特殊班の班長で、階級は少尉。

#### ガンデスブラッド家
アルマン・ガンデスブラッド
声 - 福島潤
コマリの父親。ムルナイト帝国の宰相である長身の吸血鬼。カレンの学生時代の後輩でもある。
親馬鹿かつ過保護であり、3年前にコマリを虐めていたミリセントの一族に国家反逆の濡れ衣を着せて国外に追放したことがある。
ユーリン・ガンデスブラッド
声 - 川澄綾子
コマリの母親。常世では宵闇の英雄の通称で知られるフルムーンのボス。
どの種族にも分け隔てのない心優しい人物。コマリが七紅天になる5年前の時点では七紅天の1人だったが、あるとき戦場で姿を消し、現世では死亡扱いとなっている。
ロロッコ・ガンデスブラッド
コマリの妹。コマリには妹のほかにも兄と姉がいる。能天気かつ飽きっぽい性格だが、姉のコマリよりも多才な人物。コマリにたびたびちょっかいを出しており、コマリからは内心で天敵あつかいされている。

#### その他のムルナイト帝国の人物
カレン・エルヴェシアス
声 - 日笠陽子
ムルナイト帝国の皇帝。第2巻時点で38歳。外見は金髪巨乳の美少女で、何十年も前から姿が変わっていないとされる。「雷帝」の二つ名を持つ雷魔法の使い手で、烈核解放を持っているが、ペトローズによると新月の日には使用不能になり、魔力も衰えるとされる。
自由奔放な性格。生粋の同性愛者として知られており、コマリにも頻繁にセクハラしている。人が互いに助け合える世界を作ることを目的としており、そのための力と思想を持っているコマリに目をかけている。
ブーケファロス
声 - 魚建
七紅府の近くの厩舎で管理されている紅竜。幼女趣味で、幼女以外の人間には将軍であっても心を開かない。騎獣を見繕うために厩舎に訪れたコマリに懐き、彼女から「ブーケファロス」と命名される。敏捷性に優れているほか、鉄製の剣をも弾く鱗を持つ。
クロヴィス・ドドレンズ
ヴィルの保護者で表向きの祖父。スーツにシルクハットを身につけた背の高い吸血鬼の老人。元七紅天。毒薬マニア。大神が未来人であることを把握している。
メイジー・ベリーチェイス
サクナの前任の七紅天。ゴスロリ風にアレンジした軍服を着用し、ピンクの傘を携帯する吸血鬼の少女。下剋上後は帝国軍を退きヘルデウスの孤児院で働いていたが、ヘルデウスの依頼でサクナのコマリ断ちを監督するために第六部隊に戻ってきた。階級は大佐。
小林によると、メイジーは漫画版から逆輸入したキャラクターであり、先にデザインが作られてから原作11巻で性格等を設定していったという。

### ゲラ＝アルカ共和国 / アルカ共和国
翦劉種による国。国家概要はこちら。
ネリア・カニンガム
ゲラ＝アルカ共和国軍第一部隊を率いる八英将。六国大戦後はアルカ共和国大統領。
ガートルード・レインズワース
声 - 日高里菜
ネリアのメイド。第3巻時点で15歳。ドジな一面もあるが感情豊かな性格で、いつもニコニコと笑顔を浮かべている。
パスカル・レインズワースの妹。ゲラ＝アルカ共和国軍第八部隊を率いる、世間に公表されていない八英将。アルカ王国の崩壊後に兄の命令でネリアの監視役となったが、虐待をしていた兄と違い自分に優しく接してくれるネリアを慕うようになった。
パスカル・レインズワース
声 - 岡本信彦、日向未南（少年）
ゲラ＝アルカ共和国軍第四部隊を率いる八英将。トカゲ顔の翦劉種の男。翦劉種を至上とするマッドハルトの思想が根付いており、他種族を見下してはばからない。烈核解放は快刀金剛。
アルカ王国軍への仕官の際に助けてくれたネリアに対して歪な恋慕と執着心を抱き、マッドハルトのもとで六国を支配することによってネリアの心を手に入れようと画策する。六国大戦での敗北後はアルカの法に基づいた重罰を受けたが、人手不足もあってネリアに能を買われてアルカ共和国八英将に就任する。
メアリ・フラグメント
声 - 上田瞳
ゲラ＝アルカ共和国軍第六部隊を率いる八英将。六国大戦後に投獄されるが死を偽装して脱獄し、ネリアやコマリへ復讐するためにネルザンピに協力する。烈核解放は心刀滅却。
ゲラ・マッドハルト
声 - 井上和彦
ゲラ＝アルカ共和国の大統領。容姿に特徴のない翦劉種の男。かつてはアルカ王国の二英将の1人だったが、のちに日和見の過ぎた国王に対してクーデターを起こした。
翦劉の伝統を第一とする自国至上主義者で、元首となってからは権力を濫用する独裁的な姿勢によって、次第に国民の反感を買うようになった。ゲラ＝アルカによる六国の支配を目論み六国大戦を起こすが、最終的には敗北を認めて蒸発する。

### 天照楽土
和魂種による国。国家概要はこちら。
アマツ・カルラ
五剣帝の1人で天照楽土軍第五部隊隊長。天舞祭後は天照楽土大神。
峰永 こはる（）
声 - 木野日菜
カルラが抱える忍者集団鬼道衆（）の長を務める少女。カルラに対して普段からおちょくった態度を取りながらも大切に思っている。
レイゲツ・カリン（玲霓 花梨）
天照楽土軍第三部隊を率いる五剣帝。天舞祭後は右大臣を兼任。
突出した才能がないことを自覚しながらも、先々代の大神である祖父の教育を受けながらレイゲツ家の人間として努力を重ねてきた。カルラのことは人徳があるにも関わらず士としてのやる気を見せないため敵視していたが、天舞祭を経てカルラには自分が持っていない強い心があることを認める。
フーヤオ・メテオライト
カリンの食客の獣人種。正体は逆さ月の構成員。
アマツ・カヤ（天津 神耶）
カルラの祖母でアマツ家の当主。第4巻時点で68歳。将軍時代は地獄風車の異名で知られていた先代の大神。
元々は放任主義だったが、自身が大神を引退してからはカルラを次期大神にするために厳しく教育するようになった。カルラが和菓子屋の夢をもつきっかけとなった人物でもあり、内心ではカルラの夢自体は否定していなかったが、和菓子屋を目指しつつ国のことを憂うカルラを案じていた。
大神
天照楽土の国主。上質な着物に身を包み、顔に巨大なお札を貼り付けている女性。第4巻時点で27歳。
正体は2年後の未来からやってきたアマツ・カルラ。天舞祭でカリンが大神となったことによってフーヤオら逆さ月に天照楽土を滅ぼされた未来を変えるべく、【逆巻の玉響】で自分以外の時間を天舞祭の10年前まで巻き戻し、カルラに使命を自覚させた上で大神にするために、祖母の協力を得てカルラに試練を与えていた。天舞祭後はカレンとネリアに素性を明かして六国の未来を託し、【逆巻の玉響】の代償によって消滅する。

### 夭仙郷
神仙種による国。国家概要はこちら。
アイラン・リンズ
夭仙郷の公主。
リャン・メイファ
リンズの従者。烈核解放は屋烏愛染。
クーヤ先生
お団子ヘアが特徴の神仙種。職業は魔核社会においては珍しい医者で、モニクの主治医。
正体は逆さ月の構成員。生まれつき病弱だったことから医者を志すが、魔核社会ゆえに理解を得られず迫害を受け、路頭に迷っていたところをスピカに助けられた過去を持つ。吸血動乱後は、ネルザンピからスピカの居場所を教えてもらうことを条件にネルザンピの小間使いとなり、モニクを利用した消尽病の実験を行っていた。コマリとの戦闘後は改心し、医者として夭仙郷で活動する。
グド・シーカイ（骨度 世快）
夭仙郷の丞相兼星辰大臣。
ローシャ・ネルザンピ
夭仙郷の軍機大臣。正体は星砦のメンバー。
アイラン・イージュ
夭仙郷の天子で、リンズの父親。

### 白極連邦
蒼玉種による国。国家概要はこちら。
プロヘリヤ・ズタズタスキー
白極連邦軍第一部隊を率いる六凍梁。
ピトリナ・シェレーピナ
プロヘリヤの部下で、階級は少佐。白極連邦の情報機関連邦保安委員会のメンバー。おてんばな性格だが、敬愛するプロヘリヤの前では緊張により模範的な連邦軍人として振る舞う。
ドヴァーニャ・ズタズタスキー
縹色の髪をポニーテールにした蒼玉種の少女。白極連邦共産党員で、次期書記長候補。無口かつ無表情で人形のような印象を与える。プロヘリヤに憧れているらしく、本名とは別で「ズタズタスキー」の苗字を名乗っている。1号であるプロヘリヤの代用品、2号（ドヴァー）であり、プロヘリヤに追いつくまで人権を与えられないという。ムルナイトで出会ったロロッコと親しくなる。
アレクサンドル・アルケミー
白極連邦軍第二部隊を率いる六凍梁。通称琥珀王子で、琥珀色の瞳に濃い青髪を持つ蒼玉種。整った容姿と王子様然とした振る舞いにより女性人気が高い。錬金魔法の使い手。
マリヤ・ズタズタスキー
プロヘリヤの姉で、故人。烈核解放は飛燕の宝玉。
他者のために自分を犠牲にすることを厭わない人物。ピクニック先のムルナイト帝国で災害に巻き込まれ、死に瀕した当時9歳のプロヘリヤに【飛燕の宝玉】で自身の寿命を分け与えて死亡した。
イグナート・クローン
白極連邦共産党書記長。長身の蒼玉種の男。柔和で社交的な印象を与えるが、実際は自国の利益を第一とする計算高い人物。

### 逆さ月
六国の魔核の破壊を目論むテロ組織。組織概要はこちら。
スピカ・ラ・ジェミニ
逆さ月のボス。
アマツ・カクメイ（天津 覺明）
声 - 中村悠一
カルラの従兄である和魂種の男。朔月の1人で、フルムーンのメンバーでもある。天照楽土の元五剣帝で、大神の密命で逆さ月に潜入した。大神の事情を把握しており、現代のカルラが平穏な未来を迎えるためにコマリの存在を重要視する。烈核解放は今昔渡月橋。
ロネ・コルネリウス
声 - いなせあおい
朔月の1人で、逆さ月の技術部長。白衣を着て眼鏡をかけた翦劉種の少女。自分の研究で世界をどれだけ変えることができるか確かめるために行動する。官能小説の執筆が趣味で、研究費の足しにするためにロネロネ・コリーの名前で商業出版もしている。烈核解放は増幅する霊宝。
トリフォン・クロス
朔月の1人である蒼玉種の男。表向きはレハイシア聖騎士団の団長。イグナートとの政争に敗れて白極連邦政府を追放されたところをスピカに救われた過去を持つ。魔核の元で全ての人間が平等に管理される世界を理想としている。烈核解放は大逆神門。
フーヤオ・メテオライト
逆さ月に所属する、狐の耳と尻尾を生やした獣人種の少女。トリフォンの部下で、天舞祭後は4人目の朔月。烈核解放は水鏡稲荷権現。
ユーリンを騙ったトレモロとネルザンピが原因で故郷が滅び、行き倒れていたところをスピカに保護されて以来、誰もが死に場所を選べる世界を実現するために強さを求めてきた。
裏
フーヤオの本来の表の人格とは異なる、人を食ったような言動をとる別人格。以前は多数の人格に分裂していたとされるほか、ネオプラスを訪れた際にも人格が不安定になっている。
正体はフーヤオに寄り添っていたルナル村の亡き住人の意志力であり、フーヤオへの負担を減らすために一つに集約されていた。

ミリセント・ブルーナイト
逆さ月のメンバー。コマリに敗北後、逆さ月を脱退する。
オディロン・メタル
声 - 稲田徹
ムルナイト帝国軍第五部隊を率いる七紅天。威圧感を醸し出している筋骨隆々の巨漢。
正体は逆さ月のスパイでゲラ＝アルカ共和国デリストル州にあるアジトの支部長。帝都の下級区出身で、貴族によって家族を失い核領域の荒野で生死の境をさまよっていたところを“神殺しの邪悪”に助けられた過去を持つ。傍若無人な性格で、サクナをはじめとした逆さ月の部下のことも自分の道具としか見ていない。七紅天闘争で素性が公となり、七紅天を解任される。
サクナ・メモワール
オディロンの部下。七紅天闘争後に逆さ月を脱退する。
クーヤ先生
逆さ月の一員。

### 星砦
人類滅亡を目論むテロ組織。組織概要はこちら。
天津 夕星（）
星砦の首魁。夕焼けのような色の髪を持つ少女。大昔に銀盤との戦闘で負傷して寝たきりとなっており、意志力をぬいぐるみなどの他の物体に宿すことで外界とコンタクトをとる。
ローシャ・ネルザンピ
黒い衣服に身を包んだ抱影種の女。死儒の異名を持つ星砦のメンバーで、現世の魔核の回収を目的としている。表向きは夭仙郷の軍機大臣。烈核解放は童子曲学。
トレモロ・パルコステラ
目を覆い隠した帯や派手な法衣が特徴の霊音種の少女。表向きは旅の琵琶法師だが、骸奏の異名を持つ星砦のメンバーで、負の意志力を集めるために常世で破壊活動を行う。穏やかで丁寧な物腰とは裏腹に、人を傷つけることへの躊躇がない。烈核解放は反魂呪殺曼荼羅。
ネフティ・ストロベリィ
褐色肌の砂朧種の少女。柩人の異名を持つ星砦のメンバーで、夕星の護衛を担当するほか、表向きはネオプラスの知事のサンドベリー伯爵として魔核の捜索と資金調達に努める。
匪獣（）
星砦が使役する影のように輪郭が安定しない黒い魔物。正体はマンダラ鉱石をコアとした負の意志力の集合体。人を襲って意志力を吸収する。

### 天文台
第一世界の秩序の守護を謳い、破壊者とみなした者の排除を企むテロ組織。組織概要はこちら。
ララ・ダガー
愚者01で、銀盤亡き現在の天文台のリーダー。色素の薄い金髪と露出の多いゴシック衣装が特徴の吸血鬼の少女。ドジだが常に虚勢を張る。
ルーミン・カガミ
愚者02。カンガルーの耳と尻尾を持つ獣人種の少女。
ニタ・カイテン（丹田 魁天）
愚者03。忍者装束の和魂種の少年。
リウ・ルクシュミオ
愚者04。がっしりした体躯の神仙種の男。
ワドリャ・レスコーフ
愚者05。蒼玉種の男。猪突猛進で、仲間を傷つける者や破壊者を躊躇なく攻撃する。
ツキ・ランスパート
愚者06。紫髪で両目が隠れた翦劉種の少女。ララに心酔している。趣味は拷問。
銀盤（）
天文台の創設者である銀髪の吸血鬼。変わらないことを志向とし、故郷である第一世界の秩序を守るために犠牲を払うことを厭わない。ファミリーネームはガンデスブラッドで、ルクシュミオによるとコマリは銀盤の血族だとされる。

### その他の現世の人物
リオーナ・フラット
ラペリコ王国四聖獣の1人で、猫の耳と尻尾を生やした獣人種の少女。六戦姫の1人でもある。第11巻時点で19歳。獣人種の中でも比較的理性的な人物で、国際的な発言力の低いラペリコの地位向上のために努めている。
メルカ・ティアーノ
声 - 上田麗奈
蒼玉種の少女で、六国新聞の記者。押しが強く、物怖じしない性格。「ペンで世界を創る」と豪語し、そのためなら記事の捏造や犯罪行為も厭わない。
ティオ・フラット
声 - 水野朔
猫耳の少女で、六国新聞の新人記者。第2巻時点で18歳。においを感じ取る魔法を得意としているが、それ以外の能力は劣っている。コンビを組んでいるメルカにいつも振り回され、退職を視野に入れつつ仕事に努める。リオーナの双子の姉で、自分より多才な妹を嫌っている。
モニク・クレール
エステルの妹。黄泉写しを目撃して以来、常世に行く夢を持っていたが、現在は消尽病という心の病気によってほとんど寝たきりとなっている。姉と同様に七紅天のコマリのファンで、病気のモニクを元気づけることがエステルの目的の一つとなっている。

### その他の常世の人物
キルティ・ブラン
フルムーンに所属する抱影種の少女。“影”の使用時は気が大きくなり毅然としているが、実際は極度の人見知り。出身は第三世界のイシュエラ帝国で、すでに星砦に滅ぼされている。
シャルル
フルムーンに所属する駱駝の獣人。カレード帝国で普通の駱駝に扮して間諜活動を行う。コマリやキルティからはシャルロットと呼ばれる。
コレット・ルミエール
空色の髪の少女。第8巻時点で14歳。6年前に村を襲撃された際に両親が死亡、幼馴染が行方不明になり、幼馴染を探す過程で降霊の烈核解放を獲得したことで、幼馴染に代わる次期巫女姫としてルミエール家の養子になった。アルカ王国の兵士から自分を助けてくれたヴィルに懐いている。
ヴィルヘイズ・ルミエール
コレットの幼馴染。未来視の異能力を持つ次期巫女姫だったが、6年前のルミエール村の襲撃時に雷雨の中で行方不明になった。コマリのメイドのヴィルとは共通点が多いが、記憶喪失であるメイドのヴィルは昔のことを断片的にしか思い出していない。
ナチューリア・ルミエール
青い髪に翡翠のような瞳が特徴の、600年前のスピカの友人。烈核解放はパラドックスオラクル。
第一世界のムルナイト帝国の巫女姫で、国の礎として囚われていたが、スピカと共に常世へ逃げてきた。天文台との戦いで重傷を負い、季節が622回巡ったら再会する約束をスピカと交わし、魔核の力で神殺しの塔に封印された。クレメソス504世の夢に度々現れており、彼女からは神様と認識されている。
クレメソス504世
神聖レハイシア帝国の神聖教教皇。蒼玉種の少女。本名はミーシャ・モンドリウツカヤ。第11巻時点で10歳。戦乱の中で友人を失った経験から、眠っている間に人々の願いを聞く烈核解放を獲得し、教皇に選出された経緯を持つ。

## 作風
帝国の将軍になってしまった引きこもりの主人公と、主人公を取り巻くキャラクターとのギャップや温度差を描くコミカルファンタジー。作者の小林は本作がゆるふわ+殺伐な空気感になるように心がけている。
テレビアニメ版の監督の南川達馬によると、昨今異世界なろう系が多い中、古き良きライトノベルで本質のある王道ストーリーが展開されている作品。
吸血種以外の種族や国については、3巻で初めて肉付けされた。作中に登場するどの種族も現実の地球における「別の国に住んでる人」という程度の差異しかなく、本作の吸血鬼も「太陽のもとを闊歩して海でバカンスを楽しんで時と場合によっては十字架でチャンバラをするような吸血鬼モドキ」であり、他作品ほど異形の存在に寄せられているわけではない。
本作に登場するそれぞれの国にはモデルが存在するが、文化風俗はあまり再現されていない、なんとなくのイメージ程度に設定されている。
第5巻までが序盤戦、第6巻が5巻までの後日談と7巻以降のプロローグ、第7巻から第10巻までが中盤戦、第11巻が中盤戦と銀盤戦のつなぎの日常エピソード、第12巻からが銀盤戦となっている。第7巻のエピソードは、当初は第2巻として位置付けられる予定だった。

## 制作背景
大学時代に執筆した前漢の張子房による始皇帝暗殺未遂事件の逸話を再構成した短編小説の感想を受けて、自分の得意分野を把握した小林は「西洋チックで底抜けに明るいライトノベル」として本作の執筆に至った。本作の着想は主人公から始まり、主人公を魅力的に描くために本作のジャンルを決め、周囲の設定は後から固められていった。

## 評価
『このライトノベルがすごい！2021』では、本作が文庫部門で第28位に、新作部門で第17位になった。

## 既刊一覧

### 小説
- 小林湖底（著）・りいちゅ（イラスト）『ひきこまり吸血姫の悶々』SBクリエイティブ〈GA文庫〉、既刊13巻（2024年3月15日現在）
  1. 2020年1月31日初版第一刷発行（2020年1月11日発売[423]）、ISBN 978-4-8156-0465-3
  2. 2020年5月31日初版第一刷発行（2020年5月14日発売[424]）、ISBN 978-4-8156-0551-3
  3. 2020年9月30日初版第一刷発行（2020年9月11日発売[425]）、ISBN 978-4-8156-0743-2
  4. 2021年1月31日初版第一刷発行（2021年1月14日発売[426]）、ISBN 978-4-8156-0890-3
  5. 2021年5月31日初版第一刷発行（2021年5月13日発売[427]）、ISBN 978-4-8156-0985-6
  6. 2021年9月30日初版第一刷発行（2021年9月14日発売[428]）、ISBN 978-4-8156-1203-0
  7. 2022年1月31日初版第一刷発行（2022年1月14日発売[429]）、ISBN 978-4-8156-1378-5
  8. 2022年5月31日初版第一刷発行（2022年5月13日発売[430]）、ISBN 978-4-8156-1642-7
  9. 2022年10月31日初版第一刷発行（2022年10月14日発売[431]）、ISBN 978-4-8156-1643-4
  10. 2023年1月31日初版第一刷発行（2023年1月15日発売[432]）、ISBN 978-4-8156-1910-7
  11. 2023年5月31日初版第一刷発行（2023年5月15日発売[433]）、ISBN 978-4-8156-2137-7
  12. 2023年10月31日初版第一刷発行（2023年10月14日発売[434]）、ISBN 978-4-8156-2138-4
  13. 2024年3月31日初版第一刷発行（2024年3月15日発売[435]）、ISBN 978-4-8156-2139-1
    - 『ドラマCD付き特装版』同日発売[436]、ISBN 978-4-8156-2223-7

### 漫画
- 小林湖底（原作）・りいちゅ（キャラクター原案・漫画）『ひきこまり吸血姫の悶々』スクウェア・エニックス〈ビッグガンガンコミックス〉、既刊3巻（2023年11月25日現在）
  1. 2022年6月23日初版発行（同日発売[183][437]）、ISBN 978-4-7575-7986-6
  2. 2023年1月25日初版発行（同日発売[438]）、ISBN 978-4-7575-8363-4
  3. 2023年11月25日初版発行（同日発売[439]）、ISBN 978-4-7575-8919-3

## テレビアニメ
2023年1月にテレビアニメ化が発表され、同年10月から12月までTOKYO MXほかにて放送された。
2024年2月18日にはコマリの誕生日記念として「Blu-ray修正版」がABEMAにて一挙配信された。同年3月9日には、サクナの日と称してニコニコ生放送でも修正版の一挙配信が行われた。

### 製作
監督の南川達馬は、別作品でDMMと一緒になった縁でオファーされた。
テラコマリ・ガンデスブラッド役の楠木ともりとヴィルヘイズ役の鈴代紗弓は原作PVから続投しており、これは南川がオファーを受けた段階で名前が挙がっていた。

### スタッフ
- 原作 - 小林湖底『ひきこまり吸血姫の悶々』（GA文庫 / SBクリエイティブ刊）[182]
- キャラクター原案 - りいちゅ[182]
- 監督 - 南川達馬[182]
- シリーズ構成 - 大知慶一郎[182]
- キャラクターデザイン - 下谷智之[182]
- サブキャラクターデザイン - 倉橋N濘、阿見圭之介[441]
- プロップデザイン - 髙木あゆみ[441]
- アクションディレクター - 髙木啓明[441]
- 色彩設計 - 林由稀[441]
- 美術監督 - 葛琳[441]
- 美術設定 - 高橋麻穂[441]
- 撮影監督 - 上條智也[441]
- 3DCG監督 - 濱村敏郎[442]
- 編集 - 丹彩子[441]
- 音響監督 - 高橋剛[441]
- 音響制作 - ビットグルーヴプロモーション[441]
- 音楽 - 椎名豪[247]
- 音楽制作 - DMM.com[442]
- プロデューサー - 岡田昭彦[442]、服部健太郎[442]、松本一貴[442]、木梨美涼[442]、和田卓治[442]、兼光一博[442]、尾山仁康[442]、尾形光広[442]、福井詔雄[442]
- アニメーションプロデューサー - 糀谷智司[442]
- アニメーション制作 - project No.9[182]
- 製作 - ひきこまり製作委員会[182]

### 主題歌
「Red Liberation」
fripSideによるオープニングテーマ。作詞・作曲は八木沼悟志、編曲は八木沼悟志と齋藤真也。
「眠れない feat.楠木ともり」
MIMiNARIによるエンディングテーマ。作詞・作曲・編曲はMIMiNARI、フィーチャリングボーカルは楠木ともり。

### 各話リスト
| 話数 | サブタイトル                   | 脚本       | 絵コンテ | 演出         | 作画監督                                                                                          | アクション 作画監督 | 総作画監督                                     | 初放送日       |
| ---- | ------------------------------ | ---------- | -------- | ------------ | ------------------------------------------------------------------------------------------------- | ------------------- | ---------------------------------------------- | -------------- |
| #1   | 引きこもり吸血鬼、外に出る     | 大知慶一郎 | 南川達馬 | のがみかずお | 髙木あゆみ 高橋万帆 松本恵子                                                                      | 髙木啓明            | 下谷智之                                       | 2023年 10月7日 |
| #2   | 下剋上、勃発                   | 大知慶一郎 | 髙木啓明 | 竹澤清貴     | 石馬保吉 瀧澤茉夕 正木優太 高橋万帆 浜津武宏 馮永旭                                               | 髙木啓明            | 阿見圭之介                                     | 10月14日       |
| #3   | ひきこもり吸血姫の闇           | 大知慶一郎 | 南川達馬 | 霜鳥孝介     | 瀧澤茉夕 高橋万帆 馮永旭 慧敏 明光 龍光                                                           | 髙木啓明            | 下谷智之 森谷春樹 正木優太                     | 10月21日       |
| #4   | 孤紅の恤                       | 大知慶一郎 | 髙木啓明 | 田中健太郎   | 無錫極速蝸牛動畫 上海樊特姆動画 Double Swordsアニメーション 光の園・アニメーション STUDIO MASSKET | 髙木啓明            | 下谷智之 森谷春樹 正木優太                     | 10月28日       |
| #5   | サクナ・メモワールと七紅天たち | 杉澤悟     | 江副仁美 | のがみかずお | Double Swordsアニメーション                                                                       | -                   | 山口葵央                                       | 11月4日        |
| #6   | 曲者ぞろいの円卓会議           | 大知慶一郎 | 高橋英俊 | 髙木あゆみ   | 高橋万帆 瀧澤茉夕 西田美弥子 上海樊特姆動画 STUDIO MASSKET 24FPS Studio EverGreen                 | 髙木啓明            | 下谷智之 森谷春樹 正木優太                     | 11月11日       |
| #7   | スカーレット・ステージ         | 杉澤悟     | 斎藤徳明 | 田中健太郎   | 龍光 慧敏 鑫月 ラプラス・アニメーション 上海樊特姆動画 兰彦军 王振业 謝佳佳 王世林                | 髙木啓明            | 正木優太 森谷春樹                              | 11月18日       |
| #8   | アステリズムの廻転             | 大知慶一郎 | 宮澤努   | 竹澤清貴     | 白井紅羽 西田美弥子 高橋万帆 姚远 冯永旭 Studio PAPER CRANES 呉存 唐書強 劉文慧 無錫極速蝸牛動畫  | 大木賢一            | 下谷智之 森谷春樹 正木優太 小川エリ            | 11月25日       |
| #9   | 翦劉茶会                       | 大知慶一郎 | 斎藤徳明 | のがみかずお | 鄭州指間動漫科技有限会社 無錫極速蝸牛動畫                                                         | 髙木啓明            | 下谷智之 森谷春樹 正木優太                     | 12月9日        |
| #10  | アルカ王国のお姫様             | 杉澤悟     | 斎藤徳明 | 髙木あゆみ   | ラプラス・アニメーション 光の園・アニメーション                                                   | 髙木啓明            | 正木優太 森谷春樹                              | 12月16日       |
| #11  | 夢の潰える楽園                 | 大知慶一郎 | 藍崎灯   | 藍崎灯       | 石馬保吉 西田美弥子 白井紅羽 Studio PAPER CRANES 無錫極速蝸牛動畫 光の園・アニメーション          | 大木賢一            | 阿見圭之介                                     | 12月23日       |
| #12  | 黄金の世界                     | 大知慶一郎 | 南川達馬 | 田中健太郎   | 謝博傑 張鵬 fincrossed 無錫極速蝸牛動畫                                                           | 髙木啓明 大木賢一   | 下谷智之 森谷春樹 正木優太 阿見圭之介 小川エリ | 12月30日       |

### 放送局
| 放送期間                      | 放送時間                     | 放送局   | 対象地域   | 備考                                            |
| ----------------------------- | ---------------------------- | -------- | ---------- | ----------------------------------------------- |
| 2023年10月7日 - 12月30日      | 土曜 22:30 - 23:00           | TOKYO MX | 東京都     | 製作参加                                        |
|                               | 土曜 23:00 - 23:30           | BS日テレ | 日本全域   | 製作参加 / BS/BS4K放送 / 『アニメにむちゅ〜』枠 |
| 2023年10月11日 - 2024年1月3日 | 水曜 22:00 - 22:30           | AT-X     | 日本全域   | CS放送 / 字幕放送 / リピート放送あり            |
| 2023年10月11日 - 2024年1月4日 | 水曜 3:30 - 4:00（火曜深夜） | 毎日放送 | 近畿広域圏 | 『アニメ特区』第3部 / 最終回放送日時変更        |

| 配信開始日     | 配信時間                           | 配信サイト |
| -------------- | ---------------------------------- | --- |
| 2023年10月7日  | 土曜 12:00 更新                    | ABEMAプレミアム |
|                | 土曜 22:30 更新                    | ABEMA |
| 2023年10月11日 | 水曜 0:00（火曜深夜） 以降順次更新 | dアニメストア Amazon Prime Video U-NEXT アニメ放題 FOD バンダイチャンネル ふらっと動画 TELASA J:COMオンデマンドメガパック auスマートパスプレミアム milplus HAPPY!動画 Hulu Google Play ニコニコ DMM TV MBS動画イズム TVer |

### BD
| 巻 | 発売日        | 収録話         | 規格品番  |
| -- | ------------- | -------------- | --------- |
| 1  | 2024年1月31日 | 第1話 - 第4話  | DMPXA-344 |
| 2  | 2024年3月27日 | 第5話 - 第8話  | DMPXA-345 |
| 3  | 2024年4月24日 | 第9話 - 第12話 | DMPXA-346 |

### CD
| 発売日        | タイトル                                                       | 規格品番 |
| ------------- | -------------------------------------------------------------- | -------- |
| 2024年1月24日 | TVアニメ『ひきこまり吸血姫の悶々』オリジナル・サウンドトラック | FBAC-205 |

### イベント
TVアニメ「ひきこまり吸血姫の悶々」コマリン親衛隊決起集会
2023年9月24日にユナイテッド・シネマ アクアシティお台場にて開催された、トークパートありの第1話から第3話までの先行上映会。トークパートはAbemaにて配信された。第1部ではテラコマリ・ガンデスブラッド役の楠木ともり、ヴィルヘイズ役の鈴代紗弓、カレン・エルヴェシアス役の日笠陽子が登壇し、第2部では楠木、鈴代、サクナ・メモワール役の石見舞菜香が登壇した。
TVアニメ「ひきこまり吸血姫の悶々」スペシャルイベント〜コマリン親衛隊総会〜
2024年4月7日に有楽町朝日ホールにて開催された。楠木、鈴代、石見、ネリア・カニンガム役のファイルーズあい、アマツ・カルラ役の島袋美由利、日笠が出演した。

### 特番
TVアニメ「ひきこまり吸血姫の悶々」〜コマリン閣下降臨祝賀パーティー〜
2023年10月7日にAbemaにて配信された初回放送記念特番。テラコマリ・ガンデスブラッド役の楠木ともり、ヴィルヘイズ役の鈴代紗弓、カレン・エルヴェシアス役の日笠陽子が出演。
TVアニメ「ひきこまり吸血姫の悶々」〜七紅天闘争編突入記念SP特番〜
2023年11月4日にAbemaにて配信された、第5話直前の特番。楠木、鈴代、サクナ・メモワール役の石見舞菜香が出演。
TVアニメ「ひきこまり吸血姫の悶々」〜六国大戦編突入記念SP特番〜
2023年12月2日にAbemaにて配信され、TOKYO MXほかにて地上波特別版が放送された、第9話直前のキャスト特番。楠木、鈴代、石見、ネリア・カニンガム役のファイルーズあい、アマツ・カルラ役の島袋美由利が出演。地上波特別版では日笠がナレーションを担当。

### コラボレーション
東京 日本橋 三代目たいめいけん
2023年11月3日から12月30日まで三代目たいめいけん監修コマリンオムライスが1日50食限定で提供された。